# Classe Farfadet
La classe Farfadet est une classe de sous-marins de la marine française lancée en 1901.

## Conception
Quatre sous-marins sont construits, suivant des plans de Gabriel Maugas. Ils sont commandés en 1899, et leur construction s'achève pour les premiers en 1901.

## Sous-marins de la classe
- Le Farfadet, puis le Follet de 1908 à 1913, numéro de coque Q7[1].
- Le Korrigan, numéro de coque Q8[2].
- Le Gnôme, numéro de coque Q9[3].
- Le Lutin, numéro de coque Q10[4].

Le Farfadet sombrera dans la Lagune de Bizerte, le 6 juillet 1906 entraînant par 10 mètres de fond 13 hommes d'équipage. Après dix journées de vains efforts, le sous-marin est ramené dans un bassin de radoub, mais on ne retrouve aucun survivant. Un quatorzième homme décède à l'hôpital maritime de Lorient en septembre 1906 des suites de ses blessures. Seuls deux hommes survivent au naufrage : le lieutenant de vaisseau Cyprien Ratier et un homme d'équipage, expulsés du kiosque par un jet d'air tandis qu'ils tentaient de fermer le capot.
Le Lutin sombre l'année suivante, à quelques encablures du Farfadet, le 16 octobre 1906, entraînant ses seize hommes d'équipage vers le fond (36 mètres). Aucun survivant.
La classe Farfadet posant de gros problèmes de sécurité lié au fait qu'il fallait laisser le capot ouvert tandis que les ballasts étaient remplis d'eau pour permettre à l'air de s'échapper, ils sont abandonnés en 1906 pour les premiers et en 1913 pour le Farfadet rebaptisé le Follet. Le Korrigan participera au sauvetage du Farfadet et du Lutin en 1905 et 1906 avant d'être désarmé la même année.
Trois autres sous-marins dits de la classe Farfadet amélioré verront le jour, il s'agit du
- X surnommé le Dauphin (Q35): 1905 – 1914 – Vendu à Cherbourg
- Z surnommé la Tarasque (Q36) : 1904 – 1910 – Désarmé à Cherbourg
- Y (Q36) : 1905 – 1908 – désarmé et cannibalisé au profit du sous-marin Oméga[5]